# Federico Rossi (ingegnere)
Federico Rossi (Vallo della Lucania, 18 marzo 1948 – Napoli, 6 aprile 2020) è stato un ingegnere italiano.

## Biografia
Dopo aver conseguito la maturità classica nel 1966, si è laureato in ingegneria elettrotecnica presso l'Università degli Studi di Napoli nel 1972.
Ha avuto il suo primo incarico di insegnamento universitario nel 1976, dopo essere stato post-doctoral researcher presso la Rice University di Houston (Texas) e borsista preso la cattedra di impianti elettrici dell'Università di Napoli.
Già professore associato presso la facoltà di ingegneria dell'Università degli Studi di Napoli e poi professore ordinario preso le Università degli Studi di Salerno e Cassino, dal 1º novembre 2004 è professore di gestione dei sistemi energetici presso l'ateneo di Napoli. Nella sua attività scientifica ha svolto inizialmente studi riguardanti la programmazione e la gestione ottimale dei grandi sistemi elettrici; si è successivamente interessato di problematiche generali sulle politiche energetiche, come mostrano i suoi libri Gestione dei sistemi elettrici nei mercati liberalizzati ed Energia: quale futuro? editi da ESI (Edizioni Scientifiche Italiane) nel 2007 e 2011, rispettivamente.
È stato sottosegretario di Stato al Ministero dell'università e della ricerca scientifica e Tecnologica nel Governo Dini e consigliere scientifico nel primo governo Prodi; in tal ruolo ha, tra l'altro, presieduto il Comitato tecnico scientifico per le aree economicamente depresse e ha coordinato le iniziative di istruzione, formazione e ricerca nel Mezzogiorno (D.M. 25 novembre 1997). È stato anche consigliere per le politiche della formazione professionale dei ministri del lavoro nei governi di Massimo D'Alema.
Componente del consiglio di amministrazione del Consiglio Nazionale delle Ricerche, ne è stato vicepresidente e ha assunto nel 2007 anche le funzioni di presidente.
Tra i vari incarichi ricoperti, si ricordano quelli di rettore dell'Università degli Studi di Cassino e Segretario Generale della Conferenza Permanente dei Rettori delle Università Italiane; e direttore del Nucleo di verifica e valutazione degli investimenti pubblici della Regione Campania, nonché presidente della rete nazionale.